# Пресноводный болотный лес

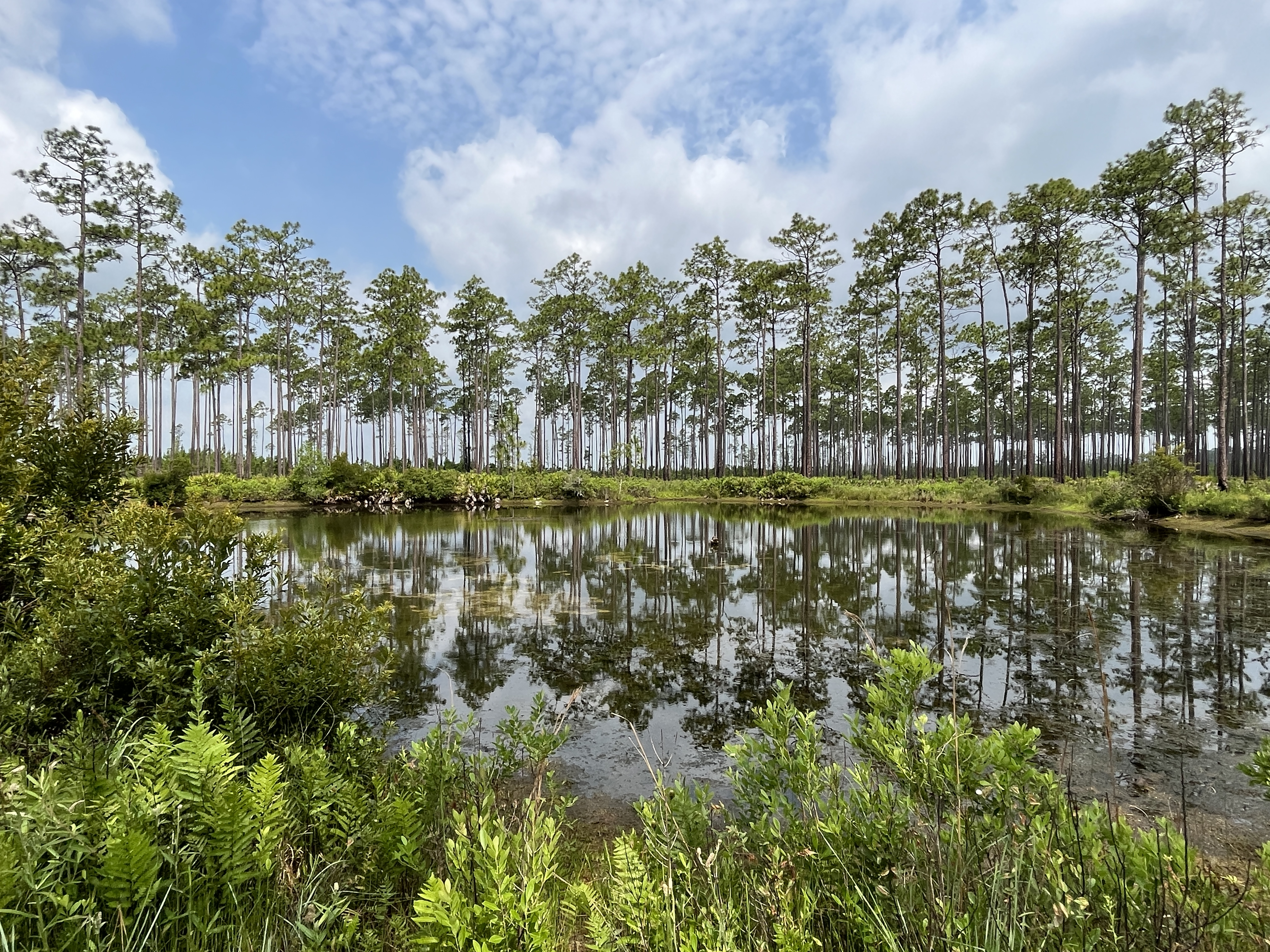
Лес в окрестностях болота Окефеноки (Джорджия)

Пресноводные заболоченные леса, или затопленные леса, — леса, которые постоянно или сезонно затопляются пресной водой. Обычно они встречаются в низовьях рек и вокруг пресноводных озёр. Пресноводные болотные леса встречаются в различных климатических зонах, от бореальных через умеренные и субтропические до тропических.
В бассейне Амазонки в Бразилии сезонно затопляемый лес называется игапо или варзеа. Варзеа обозначает лес, затопленный бурной водой, а игапо — лес, затопленный чёрной водой (богатой гуминовыми соединениями).

## Экорегионы пресноводных болотных лесов

### Афротропики
- Болотные леса Восточного Конго (Демократическая Республика Конго)
- Болотные леса дельты Нигера (Нигерия)
- Болотные леса Западного Конго (Республика Конго, Демократическая Республика Конго).

### Австралазия
- Низинные дождевые и пресноводные болотные леса Северной Новой Гвинеи (Индонезия, Папуа — Новая Гвинея)
- Пресноводные болотные леса Южной Новой Гвинеи (Индонезия, Папуа — Новая Гвинея)

### Южная и Юго-Восточная Азия

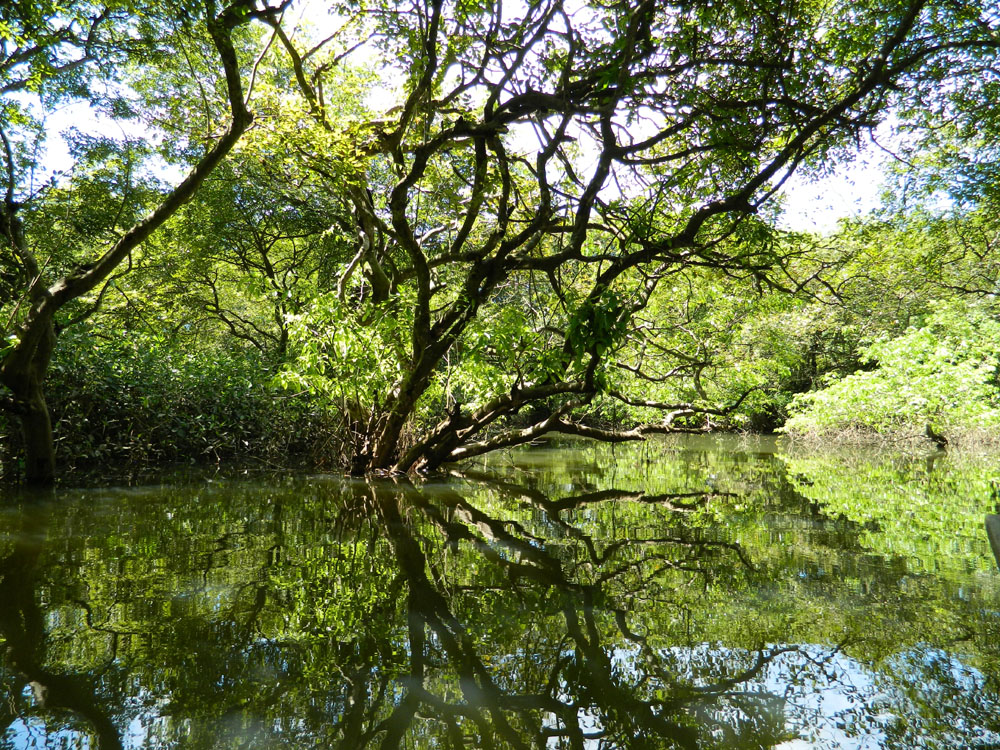
Болотный лес Ратаргул в Говайнхате, Силхет, Бангладеш

- Борнейские торфяные заболоченные леса (Бруней, Индонезия, Малайзия)
- Пресноводные заболоченные леса Чаупхрая (Таиланд)
- Пресноводные заболоченные леса Иравади (Мьянма)
- Леса торфяных болот Малайского полуострова (Малайзия, Таиланд)
- Болотный лес Ратаргул (Бангладеш)[3]
- Пресноводные заболоченные леса Сундарбана в Бангладеш и Индии
- Пресноводные болотные леса Хонгха (Вьетнам)
- Пресноводные болотные леса юго-западного Борнео (Индонезия)
- Торфяно-болотные леса Тонлесап-Меконг (Камбоджа, Вьетнам)
- Пресноводный болотный лес Ватурана (Шри-Ланка)
- Болото Миристика (Индия)
- Птичий заповедник Нелапатту (Индия)

### Неотропики
- Заболоченный лес Кантау (Бразилия)
- Заболоченный лес Гурупа (Бразилия)
- Заболоченный лес Iquitos (Боливия, Бразилия, Перу)
- Заболоченный лес Marajó (Бразилия)
- Заболоченный лес Monte Alegre (Бразилия)
- Болотные леса дельты реки Ориноко (Гайана, Венесуэла)
- Pantanos de Centla (Мексика)
- Болотные леса Парамарибо (Гайана, Суринам)
- Заболоченный лес Purus várzea(Бразилия)